# دييغو مارتينيز (لاعب كرة قدم)
دييغو مارتينيز (بالإسبانية: Diego Martínez)‏ (5 يوليو 1992 بجنرال باتشيكو في الأرجنتين - ) هو لاعب كرة قدم أرجنتيني في مركز الدفاع. لعب مع أتلتيكو باتروناتو وريفر بليت ونادي نيويورك سيتي وسارمينتو دي خونين.

## وصلات خارجية
- دييغو مارتينيز على موقع الدوري الأمريكي (الإنجليزية)
- دييغو مارتينيز على موقع قاعدة بيانات كرة القدم.إي يو (الإنجليزية)
- دييغو مارتينيز على موقع Soccerway.com (الإنجليزية)
- دييغو مارتينيز على موقع AS.com (الإسبانية)